# Back of My Mind
| Críticas profissionais | Críticas profissionais |
| Avaliações da crítica  | Avaliações da crítica  |
| Fonte                  | Avaliação              |
| ---------------------- | ---------------------- |
| AllMusic               | [ 1 ]                  |

Back Of My Mind é o quarto álbum de estúdio do músico Christopher Cross, lançado em 1988 pela Warner Bros. Records. Depois de tanto o álbum como seus singles não conseguirem entrar para as tabelas musicais dos Estados Unidos, embora "I Will (Take You Forever)" tenha entrado para as tabelas de diversos países, devido em grande parte ao declínio geral nas vendas que começaram com o álbum Another Page (1983), Cross teve que sair da Warner Bros. "Swept Away" foi previamente ouvida em alguns episódios da série de TV Growing Pains, em 1987. Passaram-se quase 5 anos até que Cross assinou um contrato com a BMG e lançou seu novo álbum, Rendezvous, em 1993.

## Posição nas tabelas
| Ano  | Tabela               | Posição |
| ---- | -------------------- | ------- |
| 1988 | German albums chart  | 45      |
| 1988 | Swedish albums chart | 49      |
| 1988 | Dutch albums chart   | 93      |

## Lista de músicas
| N.º            | Título                      | Duração |  |
| 1.             | "Someday"                   | 3:12    |  |
| 2.             | "Never Stop Believing"      | 4:00    |  |
| 3.             | "Swept Away"                | 4:23    |  |
| 4.             | "Any Old Time"              | 4:05    |  |
| 5.             | "I Will (Take You Forever)" | 4:15    |  |
| 6.             | "She Told Me So"            | 4:08    |  |
| 7.             | "Back of My Mind"           | 3:55    |  |
| 8.             | "I'll Be Alright"           | 4:54    |  |
| 9.             | "Alibi"                     | 4:41    |  |
| 10.            | "Just One Look"             | 4:37    |  |
| Duração total: | Duração total:              | 42:10   |  |

## Pessoal
- Christopher Cross – Vocalista principal, violão, arranjo
- Frances Ruffelle – vocalista principal (música 5)
- J.D. Maness – steel guitar (faixa 4)
- Michael Omartian – Teclado, strings, arranjo, Bateria produtor musical, programador
- Rob Meurer – teclado adicional (músicas 1, 9), arranjo
- Judd Miller – sintetizador (música 7)
- Alex Acuña – percussão (músicas 2, 8)
- Dan Higgins – saxofone (música 8)
- Larry Williams  – saxofone (música 8)
- Tom Scott  – saxofone (música 10), lyricon
- Joe Chemay – baixo
- Michael McDonald – vocal de apoio (música 1)
- Christine McVie – vocal de apoio (música 2)
- Andraé Crouch – vocal de apoio (música 8)
- Fred White – vocal de apoio (música 8)
- Kevin Dorsey – vocal de apoio (música 8)
- Lue McCrary – vocal de apoio (música 8)
- Quartario Tucker – vocal de apoio (música 8)
- Ricky Nelson – vocal de apoio (música 8)
- Karen Blake – vocal de apoio (música 10)
- Tom Fouce – engenheiro de som
- Doug Carleton – assistente de engenharia
- Jeffrey Woodruff – assistente de engenharia
- Laura Livingston – assistente de engenharia
- Tom Leader – assistente de engenharia
- Terry Christian – engenheiro de mixagem